# 周文港
周文港，JP（1981年—），香港經濟及教育政策學者、應用政策學者，現任香港立法會議員（選舉委員會），以及香港城市大學首席及常務副校長高級顧問暨計算學院數據科學系實務教授，曾任香港教育大學協理副校長（大學拓展）。

## 簡歷
周文港為土生土長、基層出身的應用經濟及教育政策學者，早年居於由村屋改建而成的板間房，就讀深水埗區惠僑英文中學。10多歲遷往公屋居住。在學期間，他從事多份兼職賺取收入。多年就讀多個學位的經歷讓他積欠接近五十萬的學貸，但他用了三年時間，以每日打工所得還清。
周文港在取得博士學位後，分別在工會、商會、智庫及多間大學從事公共政策研究，先後曾擔任嶺南大學的中國經濟研究部副總監、潘蘇通滬港經濟政策研究所副所長、國際與發展經濟學理學碩士（MIDE）課程執行主任、STEAM教育及研究中心總監，曾任香港教育大學協理副校長（大學拓展）以及香港高等教育評議會秘書長、粵港澳大灣區智庫聯盟常務秘書長等職位。其研究範圍為華人家族企業、兩岸四地政商關係、國家與社會關係、港澳台研究等，目前主要從事中國內地與香港的經濟發展、中國區域經濟發展、一帶一路、自由貿易區及產業發展研究等。由於他對中國區域經濟發展、港澳公共政策以及高等教育發展認識甚深，因而曾擔任特區政府中央政策組特邀顧問、全國港澳研究會理事、河北省政協常務委員暨港區委員召集人。
周文港教授在香港大學考獲經濟社會學哲學博士，並曾取得香港中文大學教育學院研究院學位教師教育文憑、香港浸會大學一級榮譽文學士學位等，研究興趣包括中國區域經濟發展、內地與香港的經濟發展、應用公共政策、華人家族企業、一帶一路倡議、高等教育發展等，曾參與的研究報告達數十份，相關出版物10多本；並恒常應邀就中國區域經濟、高等教育發展等問題發表演講。
同時擔任香港特別行政區立法會議員、立法會教育事務委員會主席、中國人民政治協商會議河北省委員會常務委員 、全國港澳研究會理事、香港特別行政區政府特首政策組專家組成員 、香港高等教育評議會秘書長、紫荊研究院副院長兼秘書長、香港中文大學中國文化研究所當代中國文化研究中心名譽副研究員，以及香港特區政府中央政策組前特邀顧問等。
相關出版物包括：《彌敦道上：金光舊夢換新顏》（香港：中華書局，2021年）、《文咸街裡：東南西北利四方》（香港：中華書局，2020年）、《半山電梯：扶搖直上青雲路》（香港：中華書局，2019年）、《荷李活道：尋覓往日風華》（香港：中華書局，2018年）、《大浪淘沙：家族企業的優勢劣敗》（香港：中華書局，2017年）、《利來利往：金融家族的開拓與創新》（香港：中華書局，2016年）、《危機關頭:家族企業的應對之道》（香港：中華書局，2015年）、《華人家族企業傳承研究》（北京：東方出版社，2013年簡體版）、（香港：香港大學亞洲研究中心，2010年繁體版）等。
2021年12月，當選香港特別行政區第七屆立法會選舉委員會界別立法會議員。
2023年1月，擔任中國人民政治協商會議河北省委員會常務委員。 
2024年7月1日，獲委任為香港特別行政區太平紳士。

## 外部連結
- 周文港的Facebook專頁（繁體中文）

| 香港立法會 | 香港立法會                           | 香港立法會 |
| ---------- | ------------------------------------ | ---------- |
| 新頭銜     | 立法會議員 選舉委員會 2022年1月1日－ | 現任       |